# جیمز میسون (ورزشکار)
جیمز میسون (انگلیسی: James Mason؛ زادهٔ ۱۹ ژوئن ۱۹۴۷) ورزشکار هاکی روی چمن اهل استرالیا است.
وی در مسابقات کشوری و بین‌المللی در مجموع برندهٔ ۱ مدال نقره شده‌است.